# Cidaria fulvata
Espèce
Cidaria fulvata, la Cidarie fauve ou l'Associée, est une espèce de lépidoptères (papillons) de la famille des Geometridae et de la sous-famille des Larentiinae.

## Description

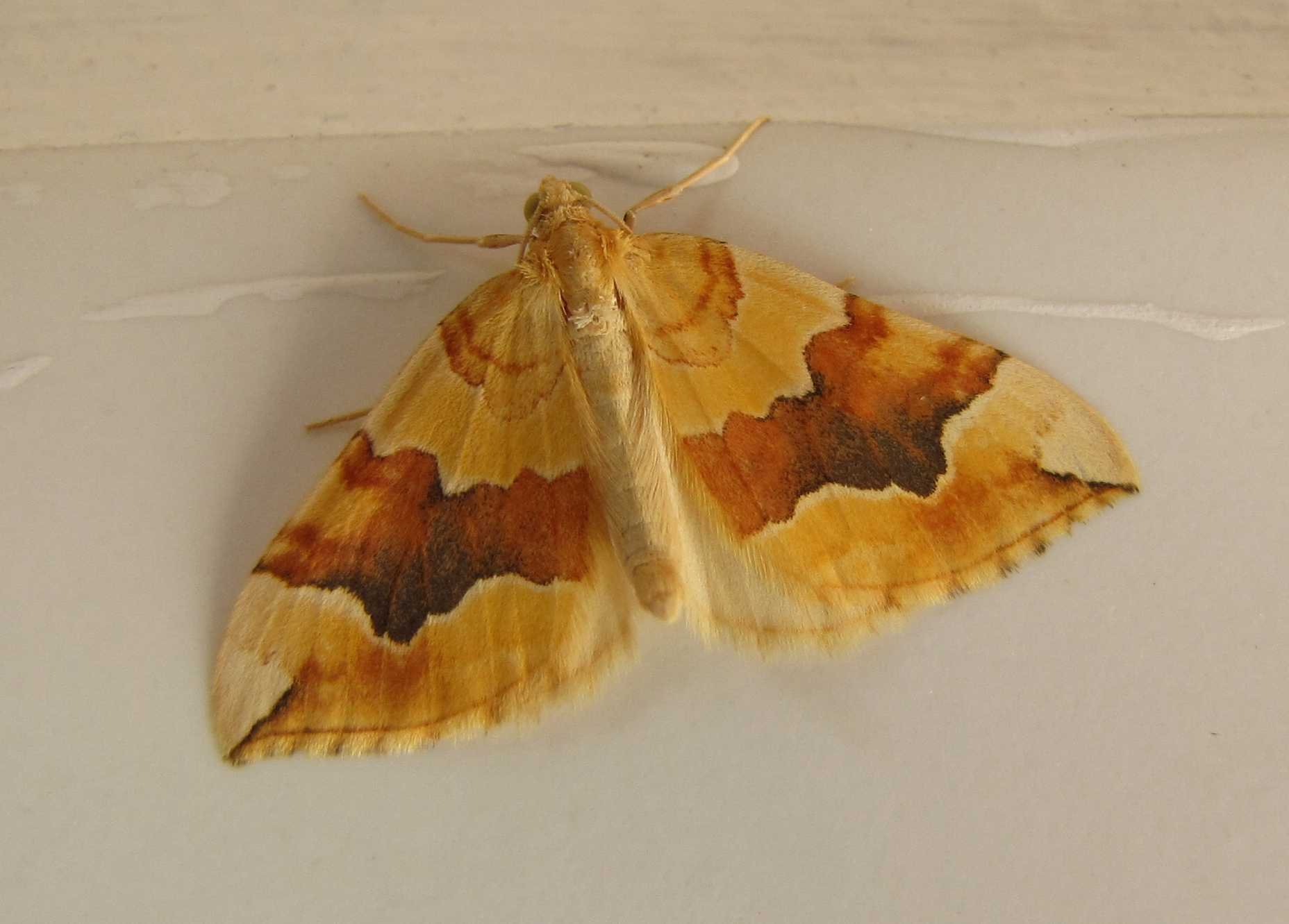
Cidaria fulvata

D'une envergure de 20 à 25 mm, les ailes antérieures jaunâtres sont marquées d'un bande brune, (d'où le nom anglais " Barred Yellow "), les inférieures sont claires. Au repos, l'abdomen est redressé.

## Distribution
Eurasiatique, répandue dans toute l'Europe puis en passant par l'Asie centrale jusqu'au Pamir. Partout en France.

## Habitat
La Cidarie fauve fréquente des milieux variés : friches, bords des chemins, jardins...

## Écologie
L'imago vole de juin à octobre en une génération annuelle.

La chenille, de mœurs nocturnes, se nourrit de divers rosiers ou églantiers, de ronces.

Elle chrysalide en juin dans les feuilles repliées de la plante nourricière.

Cette espèce passe l'hiver sous forme d'œufs.